# Химирски, Красин
Кра́син Вылчев Хими́рски (болг. Красин Вълчев Химирски; 8 октября 1938, Вырбица, Врачанская область) — болгарский дипломат, филолог-американист, индонезист и поэт.

## Семья, образование
Родился 8 октября 1938 г. в с. Вырбица Врачанского округа, Болгария. Его отец Вылчо Химирски был командиром партизанского отряда "Дядо Вылко", действовавшего в районе городов Червен-Бряг, Кнежа и Бяла-Слатина.
Учился в суворовском училище в Софии. Окончил МГИМО по специальности "Международные отношения" с индонезийским и английским языком в 1962 г. Защитил диссертацию по американской литературе в Академии общественных наук (теперь Академия государственной службы при президенте Российской федерации) в Москве и удостоен званием кандидата филологических наук (1974).

## Международная деятельность
Поступил на дипломатическую службу в Министерство иностранных дел Болгарии, где работал до выхода на пенсию. Занимал следующие посты в посольствах Болгарии за границей:
- Джакарта, Индонезия (1964-1968) - культурный атташе, временно поверенный в делах;
- Вашингтон, США (1976-1981) - культурный атташе, временно поверенный в делах;
- Москва, СССР (1987-1990) - полномочный министр, заведующий отделом культуры.

Работал в Миссии ОБСЕ в Боснии и Герцеговине (2000-2002) в качестве международного служащего по демократизации и выборам. Позже был заведующим отделом науки в Российском культурно-информационном центре в Софии.

## Творчество, переводы, лекции
Является автором:
- сборников стихов:
  - «Вярвам» («Верую») - 1980,
  - «Търся Атлантида» («Ищу Атлантиду») - 1987,
  - «Звезден хляб» («Звездный хлеб») - 1987,
  - «Марсианци» («Марсиане») - 1996,
  - «Бомба със закъснител» («Бомба замедленного действия») - 1998,
  - «Вашингтонски рецитал» («Вашингтонский рецитал») - издан также на компакт-диске и аудиокассете;
- сборника рассказов «Отворете, сър!» («Откройте, Сэр!») - 1986;
- книги эссе «Камбоджа се бори» («Камбоджа борется») - 1971 г.

Его стихи переводились на 23 языка: русский, английский, французский, испанский, немецкий, норвежский, греческий, турецкий, японский, хинди, персидский, индонезийский, украинский, армянский, латышский, румынский, сербский, хорватский, босненский, чувашский, киргизский, монгольский, азербайджанский.
Переводит прозу и поэзию с английского, русского и индонезийского. Перевел книги американской поэтессы русско-английского происхождения Денизы Левертовой, американских поэтов Джейсона Миллера и Эрскина Колдуэлла, британской белетристки Виктории Холт, индонезийских поэтов Прамудьи Ананты Тура и Утуя Татанга Сонтани. Является также переводчиком и составителем сборников "Антология новой индонезийской поэзии" и "Антология чувашских поэтов XX века".
Преподавал в Софийском университете им. Св. Климента Охридского, в Новом болгарском университете, Университете национального и мирового хозяйства (все в Софии), в Шуменском университете им. епископа Константина Преславского в Шумене и в Американском университете в Болгарии в Благоевграде. Является единственным болгарским преподавателем по индонезийскому языку.

## Общественная деятельность
Член Союза болгарских писателей, Союза переводчиков Болгарии, Союза болгарских журналистов, Болгарского ПЕН центра, Международного фонда славянских культур в Москве, Американо-болгарской фондации по искусству.
Председатель болгарской Ассоциации выпускников МГИМО (Асоциация на завършилите МГИМО) - с ее основания (1995) и болгарского Общества друзей Индонезии «Нусантара».